# Ponte di Mezzo
Le Ponte di Mezzo (« Pont du Milieu »), appellation courante du Ponte Conte Ugolino, est un pont sur l'Arno à Pise (Italie). Il relie la place Garibaldi, au nord de l'Arno (partie de la ville appelée Tramontana) à la place du XX Septembre, au sud (Mezzogiorno). Construit entre 1947 et 1950, il remplace un pont à trois arches datant du milieu du XVIIe siècle, détruit par des bombardements pendant la Seconde Guerre mondiale.
Le pont est le théâtre de l'une des grandes festivités de Pise, le Gioco del Ponte.

## Description

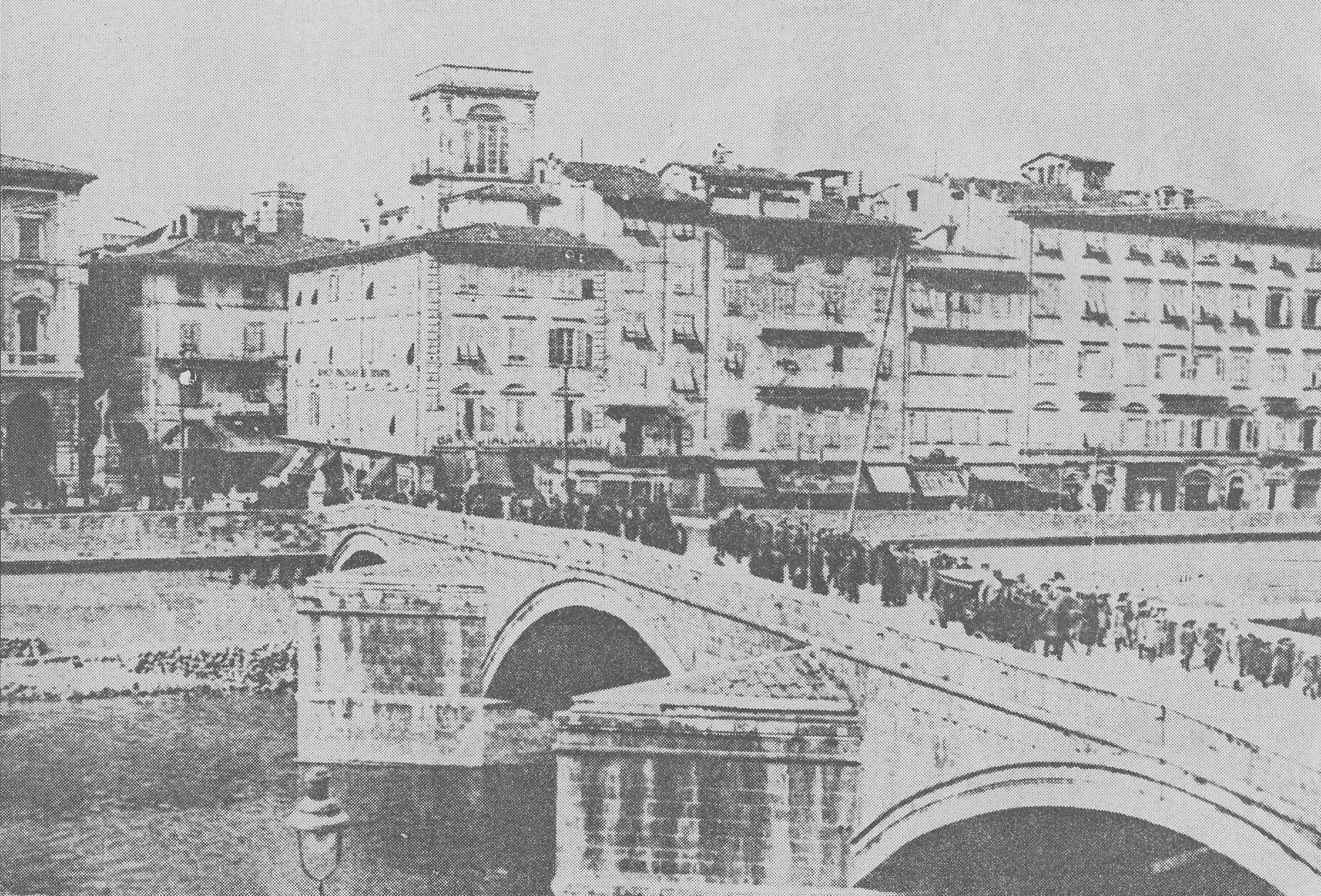
Le pont détruit pendant la Seconde Guerre mondiale

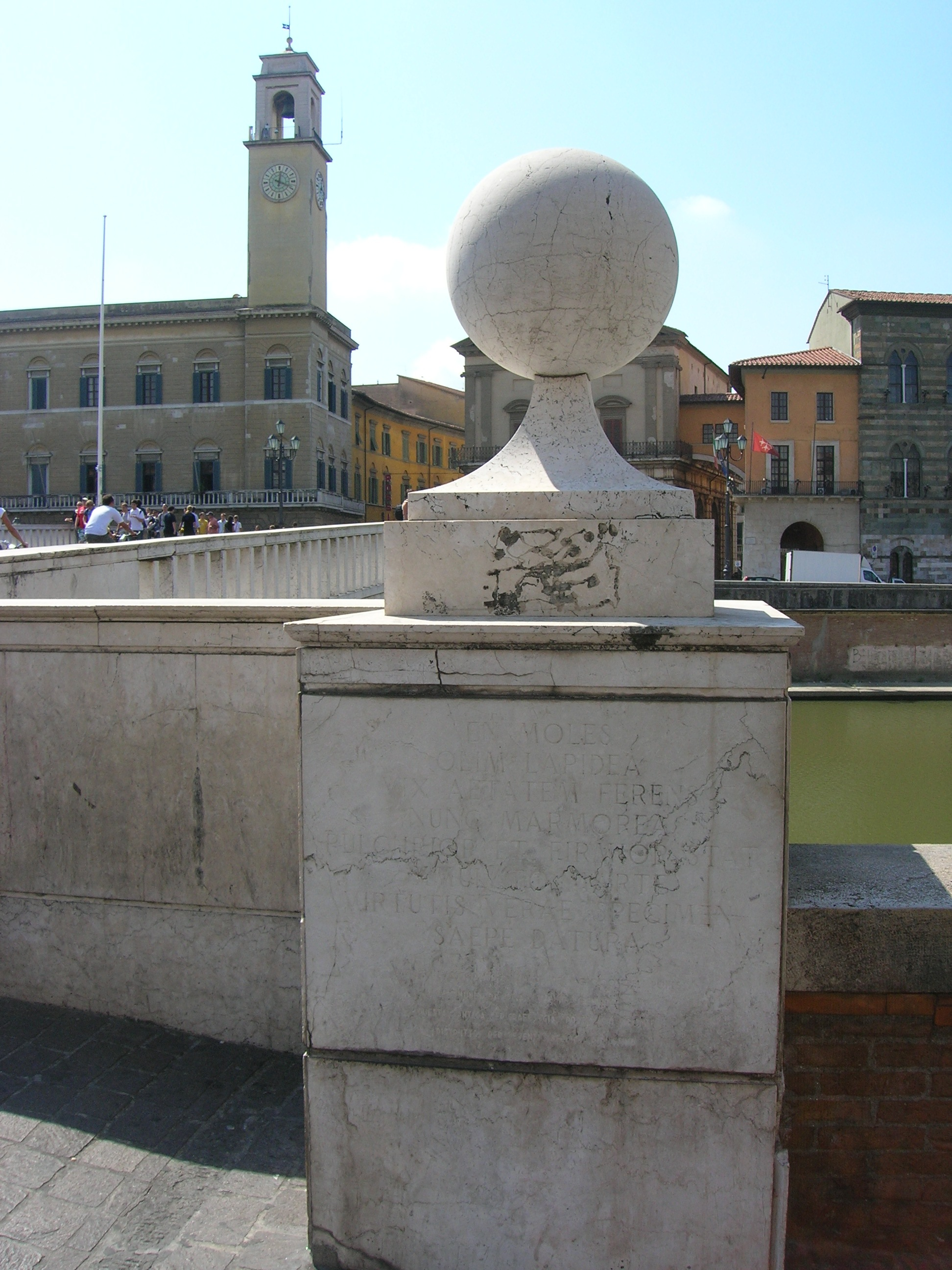
Une des quatre sphères disposées aux entrées du pont

Le Ponte di Mezzo actuel, construit en 1947-1950, est un pont en arc à une seule arche.
Certains éléments de la décoration rappellent le pont antérieur : le revêtement latéral de marbre et les sphères disposées sur le parapet de part et d'autre de chacune des entrées du pont.